# Hermine Landvreugd
Hermine Desirée Landvreugd (Texel, 10 november 1967) is een Nederlandse schrijfster.
Haar boek Willem is een weerwolf werd in 2001 bekroond met een Vlag en Wimpel door de Griffel-jury. De VPRO baseerde een dramaserie op het boek, getiteld Ik ben Willem.